# 마이클 호턴 (바이러스학자)
마이클 호턴(Michael Houghton, 1949년 3월 22일 ~ )은 영국의 바이러스학자이다. 캐나다 앨버타대학교 리카싱 응용바이러스연구소 소장이기도 하다. 2020년에 C형 간염 바이러스를 규명한 공로로 하비 J. 올터, 찰스 M. 라이스와 함께 노벨 생리학·의학상을 수상했다.

## 수상 경력
- Karl Landsteiner Memorial Award(1992년)[2]
- Robert Koch Prize(1993년)[3]
- William Beaumont Prize(1994년)
- 래스커상(래스커-드베이키 임상 의학 연구상)(2000년)
- 노벨 생리학·의학상(2020년)